# (6654) Luleå
(6654) Luleå (voorlopige aanduiding 1992 DT6) is een planetoïde in de buitenste planetoïdengordel, die op 29 februari 1992 werd ontdekt door het Uppsala-ESO Survey of Asteroids and Comets (UESAC) in het La Silla-observatorium van de Europese Zuidelijke Sterrenwacht. De planetoïde werd in 1999 vernoemd naar de Zweedse stad Luleå.
(6654) Luleå is een planetoïde van 11 tot 12 km diameter.

## Baan om de Zon
De planetoïde beschrijft een baan om de Zon die gekenmerkt wordt door een perihelium van 2,614 AE en een aphelium van 3,690 AE. De planetoïde heeft een periode van 5,60 jaar (of 2044,23 dagen).